# Xylonomycetaceae
Die Familie der Xylonomycetaceae stellt nach derzeitigem Forschungsstand (Stand Mai 2018) die einzige Familie der Ordnung der Xylonomycetales innerhalb der einzigen Klasse der Xylonomycetes dar.

## Merkmale

Mikroskopische Merkmale von Xylona heveae: (G) Chlamydosporen, (H) Phialiden (I-J) Konidien

Die Xylonomycetaceae bilden Nebenfruchtformen mit Pyknidien. Sie bilden kein Stroma. Die Pyknidienwand besteht aus dünnwandigen Zellen und bilden eine textura angularis, ein Parenchym-ähnliches Gewebe. Eine Öffnung, das Ostiolum ist nicht vorhanden. Auch Konidienträger sind nicht vorhanden. Die konidienbildenden Zellen sind einzeln, glattwandig, enteroblastisch-phialidisch, d. h. die Konidien entstehen immer am offenen Ende der Hyphe, wobei Ketten entstehen und die unterste Zelle die jüngste ist. Die Konidien sind an der Spitze gerundet mit zwei stumpfwinkligen Auskragungen, die sie herzförmig erscheinen lassen. An der Basis sind sie schmaler und verkürzt. Sie sind im jungen Zustand durchscheinend, werden bei Reife dunkel. Sie sind unseptiert.

## Ökologie und Verbreitung
Xylonomycetaceae sind Endophyten, allerdings in sehr unterschiedlichen Habitaten. Die Typusart Xylona hevea wächst zum Beispiel im Splintholz und Blättern von Hevea-Arten in Peru. Die Gattung Symbiotaphrina beinhaltet Endosymbionten in Käfern, DNA-Sequenzen, die derselben Gattung zugerechnet werden,  sind unbeschriebene Arten, die endophytisch in Drachenbäumen leben. Die Gattung Trinosporium lebt in Pilzfruchtkörpern von  Lackporlingsverwandten (Ganodermataceae).

## Systematik und Taxonomie
Die Familie wurde erst 2012 von Romina Gazis und Priscilla Chaverri zuerst nur mit der Gattung Xylona beschrieben. Später wurde bei einer Untersuchung 2016 erkannt, dass die monotypische Gattung Trinosporium ebenfalls in die Klasse gehört. Außerdem  wurde die Gattung Symbiotaphrina in die Klasse gestellt, wobei sie bei manchen Autoren eine eigene Ordnung, die Symtaphrinales bilden. Diese wird aber als nomen nudum erkannt, daher beschreiben Baral und Mitarbeiter die Ordnung neu mit der einzigen die Familie Symbiotaphrinaceae. Im Moment (Mai 2018) werden bisher noch alle drei Gattungen zu den Xylonomycetaceae gezählt:
- Symbiotaphrina
- Trinosporium mit der einzigen Art Trinosporium guianense
- Xylona